# The Sound of Perseverance
The Sound of Perseverance sedmi je i posljednji studijski album američkog death metal-sastava Death. Diskografska kuća Nuclear Blast objavila ga je 31. kolovoza 1998. godine. Jedini je album grupe na kojem je gitarist Shannon Hamm, bubnjar Richard Christy, a basist Scott Clendenin.

## O albumu
Na uratku se pojavljuje "Voice of the Soul", instrumentalna skladba koja je u kontrastu s gotovo svakom drugom pjesmom sastava zbog blažih gitarskih dionica i manjka udaraljki. U intervjuu održanom u ožujku 1999. godine Chuck Schuldiner izjavio je da je ta skladba skladana u vrijeme snimanja albuma Symbolic. Death je u karijeri objavio samo dvije instrumentalne skladbe (drugi je instrumental "Cosmic Sea" s albuma Human). Na albumu se nalazi i obrada pjesme "Painkiller" Judas Priesta, u kojoj Schuldiner pjeva drugačijim, visokim stilom death growla koji je više nalik izvornim vokalima Roba Halforda, a na kraju pjesme prvi put pjeva čistim vokalima. Sve su solodionice nanovo skladane.
Određeni su se nazivi pjesama i glazba na The Sound of Perseveranceu prvotno trebali pojaviti na prvom albumu Control Denieda, The Fragile Art of Existenceu. Sam je Schuldiner opovrgnuo tu tvrdnju u intervjuu s Metal Maniacsom 1998. godine rekavši da nijednu skladbu za Control Denied nije uvrstio na album Deatha. U intervjuu sa Scream Magazineom u listopadu 1999. nagovijestio je da su se neke pjesme Control Denieda ipak pojavile na The Sound of Perseveranceu komentiravši da The Fragile Art of Existence "sadrži mnogo pjesama koje mi u početku nisu bile na pameti. Veći dio materijala dovršen je između 1996. i 1997." Tim Aymar u prosincu 2010. potvrdio je da je nekoliko pjesama Control Denieda "'defizirano' i snimljeno za TSOP." Kad je Death potpisao ugovor s Nuclear Blastom, Schuldiner je pristao snimiti još jedan album Deatha prije nego što nastavi raditi s Control Deniedom.
Pjesma "Spirit Crusher" objavljena je kao singl. Glazbeni spot za pjesmu zapravo je snimljena izvedba te pjesme na koncertu u Eindhovenu, a potpuni je nastup zabilježen na koncertnom albumu Live in Eindhoven.

## Popis pjesama
Tekstovi i glazba: Chuck Schuldiner. 
| 1.    | »Scavenger of Human Sorrow«                | 6:54 |
| 2.    | »Bite the Pain«                            | 4:30 |
| 3.    | »Spirit Crusher«                           | 6:45 |
| 4.    | »Story to Tell«                            | 6:34 |
| 5.    | »Flesh and the Power It Holds«             | 8:26 |
| 6.    | »Voice of the Soul« (instrumental)         | 3:43 |
| 7.    | »To Forgive Is to Suffer«                  | 5:55 |
| 8.    | »A Moment of Clarity«                      | 7:23 |
| 9.    | »Painkiller« (obrada pjesme Judas Priesta) | 6:03 |
| 56:13 |                                            |      |

## Recenzije
The Sound of Perseverance dobio je pohvale kritičara, a recenzenti i obožavatelji skupine smatraju ga jednim od najboljih albuma Deatha. Jason Hundey iz AllMusica dao mu je četiri i pol zvjezdica od njih pet i opisao ga "istinski veličanstvenim metal albumom, zasigurno prikazuje Death na vrhuncu, a definitivno je jedan od najboljih metal albuma svih vremena". Paul Schwarz, recenzent Chronicles of Chaosa, izjavio je da album "postiže najbolje rezultate na svim pravim mjestima. Odlično mlaćenje, tehnički zahtjevne solodionice, pamtljivi refreni i čisti vokali – sve je to prisutno u velikoj mjeri". Dao mu je devet od deset zvjezdica. Mrežno mjesto About.com napisalo je recenziju za reizdanje albuma iz 2011. i dalo mu pet zvjezdica.

## Zasluge
| Death - Chuck Schuldiner – vokali, gitara, produkcija - Shannon Hamm – gitara - Scott Clendenin – bas-gitara - Richard Christy – bubnjevi | Ostalo osoblje - Jim Morris – produkcija, tonska obrada, miksanje, masteriranje - Alex McKnight – fotografija (sastava) - Maria Abril – umjetnička direktorica, dizajn - Gabe Mera – umjetnička direktorica, dizajn - Travis Smith – naslovnica |

## Ljestvice
| Ljestvica (1998.) | Najviša pozicija |
| ----------------- | ---------------- |
| Austrija          | 35               |
| Nizozemska        | 93               |
| Njemačka          | 60               |